# Quem É
"Quem É" é uma canção gravada e composta pela cantora e compositora mineira Paula Fernandes, lançada em 27 de janeiro de 2014 como segundo single do seu segundo álbum ao vivo, Multishow ao Vivo: Um Ser Amor (2013).

## Composição
"Quem É" é uma faixa tocada em violão composta pela cantora e Zezé Di Camargo, a música mantém o espírito romântico, principal marca da carreira de Paula. A faixa faz parte de seu último trabalho, o CD e DVD “Multishow ao Vivo: Paula Fernandes - Um Ser Amor”, lançado em outubro do ano passado.“Sempre valorizo as letras porque as histórias de amor nunca são vazias, deixam marcas e são estas marcas que emocionam quem já viveu situações semelhantes”, explica a cantora.

## Apresentações ao vivo
A cantora apresentou a faixa ao vivo pela primeira vez no programa televisivo brasileiro Domingão do Faustão no dia 23 de Fevereiro de 2014.
No dia 15 de Março de 2014 a cantora apresentou a faixa ao vivo no programa televisivo brasileiro Caldeirão do Huck.

## Lista de faixas
| Download digital |          |         |  |
| N.º              | Título   | Duração |  |
| 1.               | "Quem É" | 4:16    |  |

## Desempenho nas tabelas musicais
| Tabela musical (2014)                       | Melhor posição |
| ------------------------------------------- | -------------- |
| Brasil - (Billboard Brasil Hot 100 Airplay) | 12             |